# 강호성
강호성(1964년 10월 12일~)는 대한민국의 기업인이다. 현재 KHS에이전시㈜ 대표을 역임하고 있다

## 출신 학교
- 영남고등학교 졸업
- 서울대학교 법학과 졸업

## 경력
- 1989년 : 제31회 사법시험 합격
- ~ 1993년 : 제22기 사법연수원
- 1993년 ~ 1995년 : 서울지방검찰청 검사
- 1995년 ~ 1997년 : 대전지방검찰청 천안지청 검사
- 1997년 ~ 1998년 : 수원지방검찰청 성남지청 검사
- 2000년 : 법무법인 두우 변호사
- 2012년 1월 : 법무법인 광장 변호사
- 강호성법률사무소 변호사
- 2013년 5월 : CJ E&M 전략추진실 부사장
- 2013년 6월 : CJ그룹 법무실장, 부사장
- 2018년 10월 ~ 2020년 12월 : CJ그룹 법무실장, 총괄부사장
- CJ주식회사 경영지원 총괄부사장 겸 법무ㆍCompliance팀장
- CJ ENM E&M부문 경영지원 총괄부사장
- 2020년 12월 ~ 2023년 3월: CJ ENM 대표이사
- CJ ENM 엔터테인먼트부문 대표이사
- CJ ENM 보상위원회 위원장
- CJ ENM ESG위원회 위원
- 한국무역협회 비상근 부회장
- 한국무역협회 미래전략위원회 위원장
- 2030부산세계박람회 유치지원 민간위원회 민간위원
- 2023년 1월 ~ 2023년 12월: CJ 대외협력 중심 경영지원대표
- 서울상공회의소 의원
- CJ 상근고문
- KHS에이전시㈜ 대표